# (1222) Tina
(1222) Tina es un asteroide perteneciente al cinturón de asteroides que orbita entre Marte y Júpiter con un periodo orbital de 4,67 años. Su nombre hace referencia al nombre a una astrónoma amateur amiga del descubridor.
Fue descubierto el 11 de junio de 1932 por Eugène Joseph Delporte desde el Real Observatorio de Bélgica en Uccle, Bélgica.